# Mogi das Cruzes
Mogi das Cruzes, hay Moji das Cruzes là một đô thị tại bang São Paulo, Brasil. Đô thị này có diện tích 725 km² km², dân số năm 2007 là 362.991 người, mật độ dân số 486,39 người/km². Đây là một đô thị thành phần của vùng đô thị São Paulo. Đô thị này cách thủ phủ bang São Paulo 58 km, nằm ở độ cao m. Khí hậu ở đây bán nhiệt đới. Theo thống kê năm 2000, đô thị này có chỉ số phát triển con người 0,801, tỷ lệ biết đọc biết viết là 93,5%. 

## Các đô thị giáp ranh
Đô thị này giáp các đô thị sau:
Santa Isabel, Guararema, Arujá, Itaquaquecetuba, Biritiba-Mirim, Santo André, Bertioga, Santos và Suzano. 